# Eurycotis mysteca
Eurycotis mysteca är en kackerlacksart som först beskrevs av Henri Saussure 1862.  Eurycotis mysteca ingår i släktet Eurycotis och familjen storkackerlackor. Inga underarter finns listade i Catalogue of Life.